# Jan Řehula
Jan Řehulaⓘ (Plzeň, 15 november 1975) is een Tsjechisch triatleet. Hij nam eenmaal deel aan de Olympische Spelen en won bij die gelegenheid een bronzen medaille.

## Biografie
Řehula deed mee aan de Olympische Zomerspelen van 2000. Hij won bij de triatlon en bronzen medaille met een tijd van 1:48.46,64.
In 2001 is hij na een ernstig fietsongeluk afgevoerd naar het ziekenhuis. Hij had twee liter bloed verloren en heeft twee spoedoperaties moeten ondergaan. Uiteindelijk moest hij twee weken in het ziekenhuis blijven.

## Belangrijke prestaties

### triatlon
- 1997: 7e EK olympische afstand in Vuokatti - 2:01.27
- 1998: 5e EK olympische afstand in Velden - 1:51.24
- 1998: 16e WK olympische afstand in Lausanne - 1:57.32
- 1999:  EK olympische afstand in Funchal - 1:48.51
- 1999: 16e WK olympische afstand - 1:46.37
- 2000:  Olympische Spelen van Sydney - 1:48.46,64
- 2000: 17e WK olympische afstand in Perth - 1:52.43
- 2001: 5e Ironman Switzerland
- 2003:  XTerra Tsjechië
- 2003: 26e WK olympische afstand in Queenstown - 1:57.54
- 2004:  Ironcurtain
- 2004:  XTerra Nederland
- 2004: 10e XTerra USA
- 2004: 23e EK olympische afstand in Valencia - 1:50.28
- 2004: 35e WK olympische afstand in Funchal - 1:44.22
- 2005: 32e WK olympische afstand in Gamagōri - 1:52.21
- 2009: 8e EK lange afstand in Praag - 5:46.02
- 2009: 4e WK lange afstand in Perth - 3:50.25

- International Standard Name Identifier: 0000 0000 5820 973X
- Nationale Bibliotheek van Tsjechië: jo20000073611
- Virtual International Authority File: 84110976